# Sulfate de protamine
Le sulfate de protamine est un médicament utilisé pour inhiber l'action anticoagulante de l'héparine.
C'est un sel de sulfate et de protamine. La protamine est un peptide fortement basique qui se lie aussi bien à l'héparine qu'à l'héparine de bas poids moléculaire (LMWH) en formant des paires ioniques stables dépourvues d'activité anticoagulante. Le complexe ionique est alors éliminé et dégradé par le système réticulo-endothélial. À forte dose, elle peut également avoir une action anticoagulante propre de faible intensité. Elle a été produite initialement à partir de sperme de saumon et d'autres espèces de poissons, mais est à présent produite essentiellement par recombinaison d'ADN.
Le sulfate de protamine est généralement administré pour arrêter l'effet des fortes doses d'héparine utilisées lors de certaines opérations chirurgicales, notamment en chirurgie cardiaque. Il est également utilisé lors d'opérations de transfert de gènes, de purification de protéines et de culture de tissus lors de transductions virales.
En thérapie génique, le sulfate de protamine a été étudié comme moyen d'accroître le taux de transduction à l'aide de virus ou par d'autres moyens.
Il fait partie de la liste des médicaments essentiels de l'Organisation mondiale de la santé (liste mise à jour en avril 2013).